# Ingerophrynus claviger
Ingerophrynus claviger es una especie de anfibios de la familia Bufonidae.
Es endémica de Sumatra.
Su hábitat natural incluye bosques secos tropicales o subtropicales y ríos.
Está amenazada de extinción por la pérdida de su hábitat natural.